# Alpe Mügaia
L'Alpe Mügaia (o Mugaia / Mugaglia) è un alpeggio situato sul lato sinistro dell'anfiteatro offerto dalla Corona di Redorta in un comprensorio che va dai 1500 ai 2200 m s.l.m., sopra il paese di Sonogno in Val Verzasca, Canton Ticino. È facilmente raggiungibile da Sonogno, in poco più di due ore di cammino su comodo sentiero ben segnalato.

## Etimologia
La prima menzione nota dell'alpeggio risale al 1276 quale (..) Alpibus de Mugaglia. Secondo il Prof. Ottavio Lurati, Mugaia ha origini celtiche e deriva da mügh come Pino mugo. Il suffisso in aglia indica l'insieme, il complesso, la quantità di pini mughi che vi sorgevano.

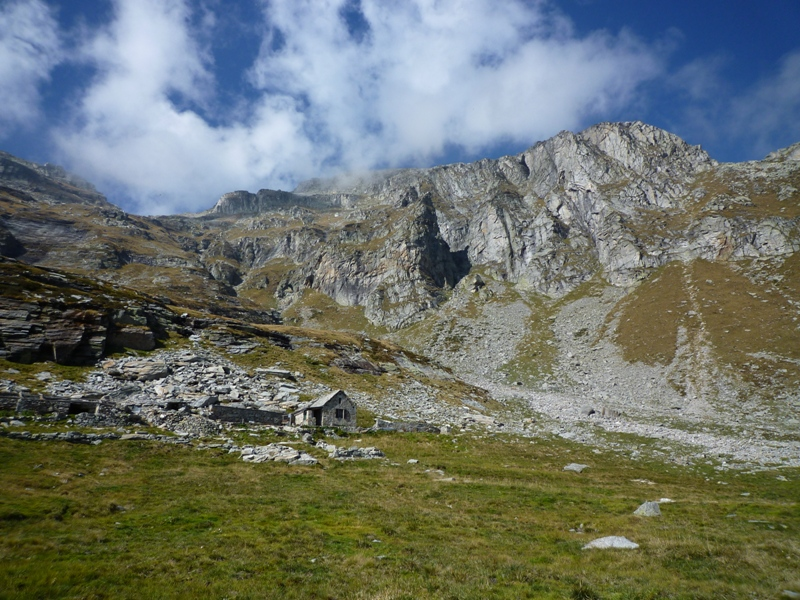
La cascina del Corte di cima dell'Alpe Mügaia con il Monte zucchero parzialmente tra le nuvole

## Botanica
La composizione botanica delle superfici prative dell'Alpe Mügaia è quella caratteristica dei pascoli magri della zona alpina; i cosiddetti nardeti puri e misti. Tra le specie che più li caratterizzano, la più massicciamente rappresentata è il nardo (Nardus stricta) a cui si aggiunge, al di sopra dei 2.200 m s.l.m., la carice ricurva (carex curvula) per dare origine ai curvuleti.
Importante la presenza della Motellina delle alpi (Ligusticum mutellina) e del Trifoglio alpino.
I pascoli ricoprono una vasta regione di circa 230 ha; una gran parte di questa superficie è ricoperta da sassi e arbusti quali rododendro e mirtillo. Ciò contribuisce a diminuire di circa il 50% la superficie pascolabile.